# Молдавський Давид Мойсейович
Дави́д Мойсе́йович Молда́вський  (? — 1914) — уродженець м. Полтави, промисловець, меценат, суспільний діяч. Власник млина, винокурного та цукрового заводів. Гласний міської думи.
У 1883 році купець першої гільдії Давид Мойсейович Молдавський будує паровий млин, у 1884 році — розширює борошномельне виробництво, збудувавши ще один корпус вальцевої мельниці. До початку XX сторіччя його млин випускав до мільйона пудів за рік. Розширюючи свою діяльність, промисловець у 1885 році відкриває в районі Панянки винокурний завод продуктивністю до 80 000 відер горілки на рік. З моменту відкриття залізничного руху купець підводить залізничну гілку на свій борошномельний завод, що дозволяє йому продавати товар по території всієї імперії.  

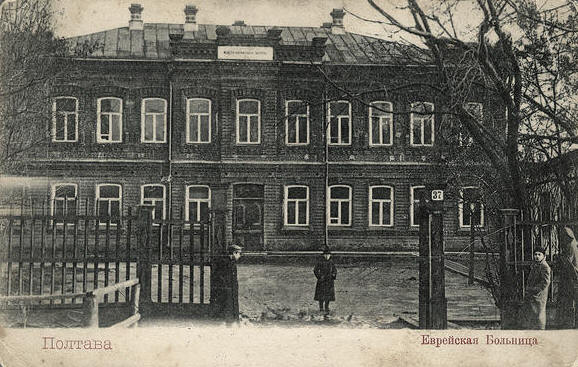
Єврейська лікарня.
меценат: Давид М. Молдавський

На підприємствах Молдавського працювало понад 200 робітників різних національностей.
У 1909 році заснував у місті богадільню на 20 ліжок, надавши для неї ділянку землі, будинок, гроші на утримання. Таку ж богадільню влаштував і для єврейського населення. Крім того, на свої кошти збудував і утримував єврейську лікарню, матеріально допомагав навчальному закладу Талмуд-тора.
За статистичними даними, на 1911 рік Давид Молдавський був відомим суспільним діячем — гласним міської думи, міським суддею 3-ї ділянки, головою правління Полтавського товариства взаємного кредиту купців і промисловців. Відомий своєю благодійністю, він виділяв кошти на будівництво суспільно корисних та культових споруд.